# Kaptur Stańczyka

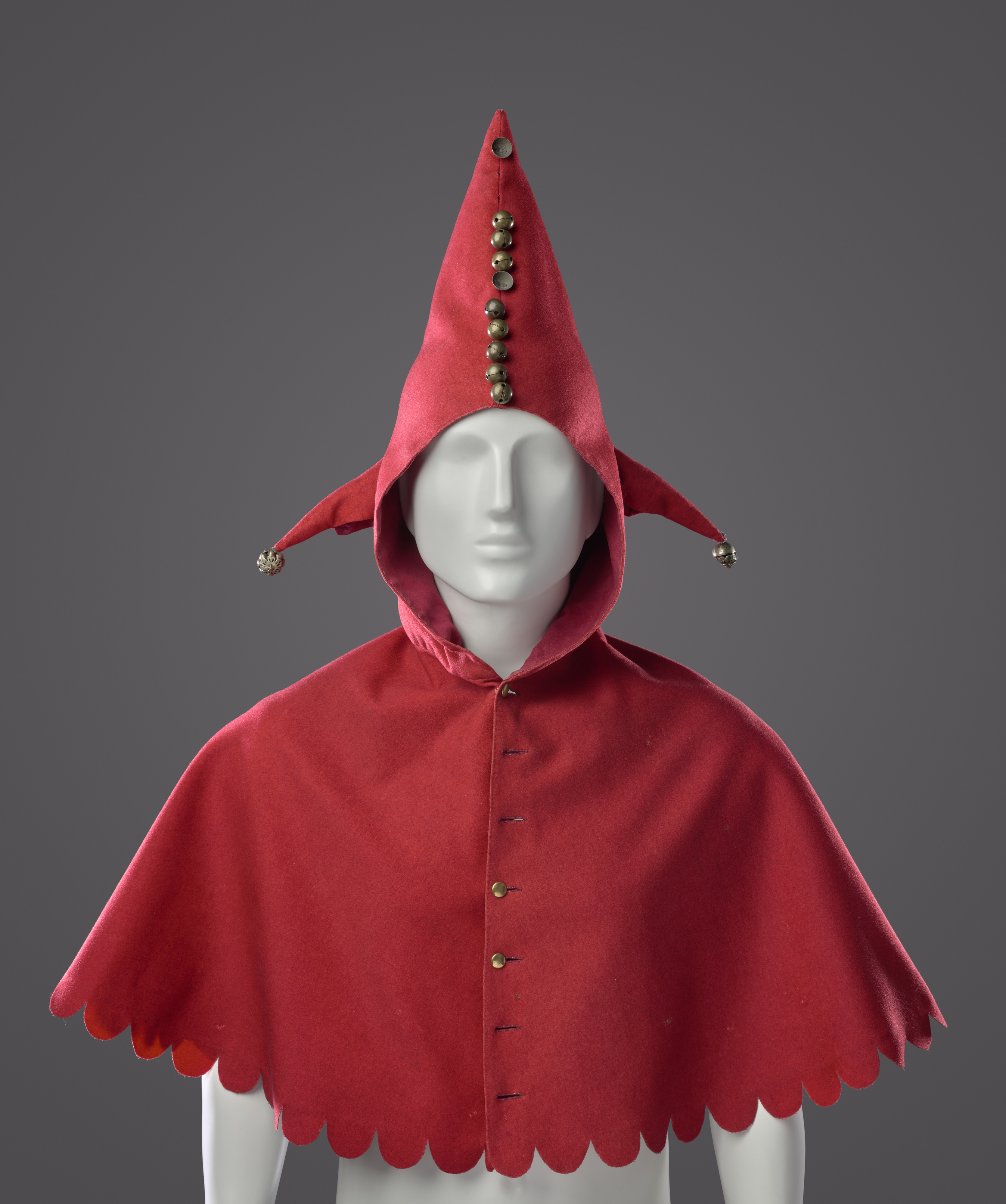
Kaptur Stańczyka, rekwizyt Jana Matejki, XIX w., Dom Jana Matejki w Krakowie

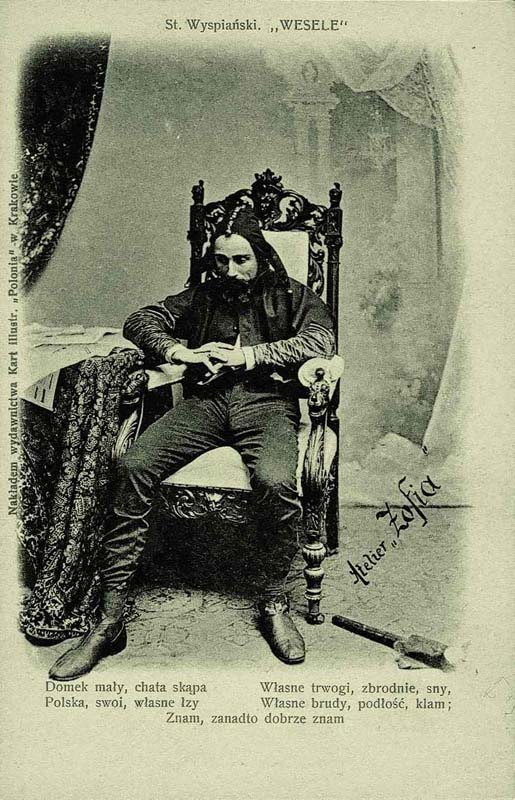
Kazimierz Kamiński jako Stańczyk. Pocztówka z reprodukcją fotografii z atelier „Zofia”, przedstawiającej scenę z prapremiery Wesela

Kaptur Stańczyka – rekwizyt muzealny znajdujący się w posiadaniu Muzeum Narodowego w Krakowie.

## Opis
Jest to czerwony kaptur z peleryną, zdobiony dzwoneczkami i guzami z brązu, wykonany z grubego sukna. Kaptur powstał w XIX w. na podstawie wiedzy i zainteresowania Jana Matejki strojami i kulturą wieków wcześniejszych, w tym wypadku renesansu. Kaptur według projektu malarza wykonany został w prawdopodobnie w lokalnym zakładzie krawieckim. Konkretny autor obiektu jest nieznany. 

## Strój błazna
Kostium błazna wiązał się z teatralnością wynikającą z charakteru jego pracy. Ubiór błazeński mógł wyodrębnić się już w XIV w. lub na początku XV w. Kaptur już wtedy stanowił istotny element stroju; czasem zdobiony był oślimi uszami (zwany kuklą) w nawiązaniu do legendy o królu Midasie. Guzy i dzwoneczki pojawiły się w początku XIV w., ich kształty były rozmaite, w stroju zagościły na stałe pod koniec wieku. Suknię nazywano sajanem; w górnych partiach była dopasowana, poniżej bioder miała natomiast się rozszerzać. Krój nie musiał być regularny, symetryczny. Strój przepasany mógł być torebką, a stopy błazna były czasem bose. Kolor ewoluował w czasie od żółci, zieleni w XIII i XIV w., aż po wielobarwne stroje w XIV w. Czerwona barwa w dziełach Matejki jest więc efektem inwencji malarza. 

## W kulturze
Uwieczniony na kilku dziełach artysty: Stańczyk w czasie balu na dworze królowej Bony wobec straconego Smoleńska, Hołd Pruski. Stańczyk pojawił się także w jednym z dzieł Leona Wyczółkowskiego, ucznia Matejki o tytule Stańczyk. Postać błazna w charakterystycznym stroju pojawiała się również w realizacjach Wesela Stanisława Wyspiańskiego. Do postaci Stańczyka nawiązywał również Wojciech Zamiara. W roku 2023 kaptur stał się obiektem reklamującym wystawę Matejko. Malarz i Historia w Muzeum Narodowym w Krakowie, jednocześnie był jednym z wystawionych eksponatów. 